# Euploea moesta
Euploea moesta är en fjärilsart som beskrevs av Butler 1866. Euploea moesta ingår i släktet Euploea och familjen praktfjärilar. Inga underarter finns listade i Catalogue of Life.